# Leonardo Narváez
Pour les articles homonymes, voir Narváez.
Narváez  Romero est un nom espagnol. Le premier nom de famille, en général paternel, est Narváez ; le second, en général maternel, souvent omis, est Romero.
Leonardo Alfredo Narváez Romero, né le 10 décembre 1980, à Cali (dans le département de la Valle del Cauca), est un coureur cycliste colombien, spécialiste des épreuves de vitesse sur piste.

## Repères biographiques
Leonardo Narváez se bâtit un solide palmarès sur les compétitions continentales. Il remporte plusieurs médailles d'or dans les compétitions telles que les Jeux panaméricains, les Jeux sud-américains ou bien encore les Championnats panaméricains.
En octobre 1999, Leonardo Narváez participe à ses troisièmes championnats de Colombie de cyclisme sur piste et conquiert trois titres (qu'il assortit d'une médaille d'argent). Ces résultats font suite aux trois médailles d'or obtenus en cadet lors des nationaux de 1996 et aux trois autres décrochées en 1997 chez les juniors. Entraîné par son père Rafael (en) (ancien "pistard" titrés cinq fois dans les années 70), Leonardo fait partie des quatre Colombiens sélectionnés pour les Mondiaux de Berlin. Il y terminera 27e de la vitesse individuelle.
Suspendu deux ans pour dopage (positivité qu'il ne comprend pas), il revient à la compétition un mois après la fin de sa suspension lors des Jeux panaméricains de 2007. Il s'impose dans l'épreuve du keirin. Selon lui, le manque de compétition lui a fait perdre en vélocité et augmenter sa nervosité, mais il revient par la « grande porte » en remportant ce titre.
Lors de la coupe du monde 2007-2008, Narváez dispute les épreuves de vitesse individuelle et de keirin à Sydney et de vitesse à Pékin. Les résultats y sont sans relief.
Leonardo participe à la manche de Cali de la coupe du monde 2008-2009. Il y dispute la vitesse individuelle et réussit à s'extraire des qualifications. Il perd cependant en 1/8e de finale face à Stefan Nimke (qui terminera deuxième de l'épreuve). Reversé dans le tableau B, il y atteint la petite finale, ce qui le classe à la onzième place. Il fait également partie de la sélection nationale qui se classe septième de la vitesse par équipes. Cet unique résultat place la formation colombienne au dix-septième rang de la coupe du monde 2008-2009 de vitesse par équipes (à Copenhague, les Colombiens terminant onzième). En keirin, il réalise sa meilleure performance en coupe du monde, en remportant l'épreuve. Bénéficiant du déclassement de Kévin Sireau et de Valentin Sauitsky au deuxième tour, il se qualifie pour la finale. Lors de celle-ci, il s'impose devant Jason Niblett et Barry Forde. Cette performance lui permet de finir au septième rang de la coupe du monde 2008-2009 de keirin. 
Dix ans après sa première participation aux Mondiaux, il est sélectionné pour représenter son pays à Pruszków dans trois épreuves. Mais dans les épreuves de vitesse, comme en keirin, il ne dépasse pas le premier tour. 
Pourtant quatre mois plus tard, il réalise de grands championnats panaméricains. Il participe à quatre épreuves et y remporte autant de médailles, dont deux en or dans les disciplines de vitesse.
En 2011, il n'est pas sélectionné par le directeur technique John Jaime González pour participer aux championnats panaméricains de cyclisme, qui ont lieu à Medellín, dans son pays. Il ne participe pas non plus aux Jeux panaméricains de Guadalajara. Par contre, il participe à la manche kazakh de la Coupe du monde. Les résultats y sont faibles, 49e des qualifications de la vitesse et élimination au repêchage du premier tour du keirin.
En 2012, le dernier week-end d'avril, il participe avec la ligue de cyclisme de Bogota à la première manche des sélections pour les Juegos Deportivo Nacionales, qui se déroule au vélodrome Alcides Nieto Patiño de Cali. À cette occasion, il remporte une médaille d'or et deux d'argent. Le vendredi 27, il dispute un 200 mètres lancé qui détermine les qualifications pour la vitesse individuelle et le keirin. Sa deuxième place lui permet d'être qualifié pour ces deux épreuves et d'obtenir sa première médaille. Il remporte son quart de finale (en une manche) puis sa demi-finale en deux manches sèches, ce qui le qualifie pour la finale de la vitesse face à Anderson Parra. Le lendemain, il est impuissant face à lui et se contente de l'argent. Mais dans la discipline du keirin, il remporte sa demi-finale puis la finale, pour s'emparer de l'or.
Bien que plus sélectionné en équipe nationale, Leonardo Narváez décroche un titre et deux médailles d'argent lors des XIXe Juegos Deportivos Nacionales, sur le même vélodrome Alcides Nieto Patiño. Le premier jour, lors de la session du matin, il réalise, avec ses coéquipiers, le deuxième temps de la vitesse par équipes. Ne pouvant amélioré leur chrono, ils obtiennent la médaille d'argent, le soir en finale. Le lendemain matin, en réalisant le deuxième temps (sur dix participants) du 200 m lancé, il se qualifie pour les quarts de finale de la vitesse individuelle. Jeudi 8 novembre, il remporte le titre de la vitesse, pour la ligue cycliste de Bogotá. Il dispose en trois manches disputées du favori Fabián Puerta. Le matin du dernier jour de compétition, il se qualifie pour la finale du keirin masculin. Où Puerta prend sa revanche, à l'issue d'un sprint serré.
En 2013, Leonardo Narváez fait partie de l'encadrement de la ligue cycliste de Bogota aux championnats de Colombie juniors. Il continue néanmoins de concourir. Lors des championnats nationaux, il emmène ses jeunes coéquipiers de la ligue de Bogota, sur la deuxième marche du podium de la vitesse par équipes. Il dispute également la vitesse individuelle (mais n'atteint pas le stade des demi-finales) et le keirin où il échoue à la quatrième place.
Début février 2014, le sélectionneur national colombien, responsable des épreuves de vitesse, John Jaime González, publie la liste des sportifs retenus pour les championnats du monde qui se déroulent, cette année, en Colombie. Leonardo Narváez y est inclus, plus de deux ans après sa dernière convocation en équipe nationale. Alors que l'équipe de vitesse semblait inamovible, il entre en concurrence pour le poste 2 avec Santiago Ramírez. Et effectivement, près de quinze ans après ses premiers mondiaux, Leonardo Narváez prend place dans l'équipe de vitesse olympique, représentant la Colombie aux championnats du monde de Cali. Avec Rubén Darío Murillo et Santiago Ramírez, il prend la dixième place des qualifications.
Aux championnats de Colombie du mois d'août suivant, Leonardo Narváez remporte le titre de la vitesse par équipes et termine cinquième du keirin. Par contre, en vitesse individuelle, il ne dépasse pas les huitièmes de finale.
En 2016, Narváez avait en charge l'école de formation sportive (escuela de formación deportiva) de la ligue cycliste de Valle del Cauca, qui quotidiennement, au vélodrome Alcides Nieto Patiño, s'occupe des nouveaux talents de la piste.
En 2018, aux championnats panaméricains sur piste juniors, la sélection colombienne est dirigée par Leonardo Narváez.

## Palmarès

### Coupe du monde
- 2008-2009
  - 1er du keirin à Cali

## Résultats sur les championnats

### Championnats du monde
| 2 participations. - Berlin 1999 : Éliminé au tour qualificatif (27e temps des participants). Il n'y a seulement que 18 qualifiés lors du tour éliminatoire. - Pruszków 2009 : Éliminé au tour qualificatif (31e temps des participants). Il n'y a seulement que 24 qualifiés lors du tour éliminatoire. | 1 participation. - Pruszków 2009 : Éliminé en repêchage du premier tour (21e au classement final). 2 participations. - Pruszków 2009 : 15e temps des participants (éliminé au tour qualificatif). - Cali 2014 : 10e temps des participants (éliminé au tour qualificatif). |

### Jeux panaméricains
| 1 participation. - Saint-Domingue 2003 : Second de la compétition. | 1 participation. - Rio de Janeiro 2007 : Vainqueur de la compétition. |

| 2 participations. - Saint-Domingue 2003 : Second de la compétition. - Rio de Janeiro 2007 : Troisième de la compétition. | 1 participation. - Saint-Domingue 2003 : 5e au classement final. |

### Jeux sud-américains
| 1 participation. - 2010 : Second de la compétition. | 1 participation. - 2010 : Vainqueur de la compétition. | 1 participation. - 2010 : Vainqueur de la compétition. |

### Jeux d'Amérique centrale et des Caraïbes
| 1 participation. - 2010 : Vainqueur de la compétition. | 1 participation. - 2010 : Troisième de la compétition. |

### Championnats panaméricains
| 5 participations. - Tinaquillo 2004 : Troisième de la compétition. - Mar del Plata 2005 : Neuvième de la compétition. - Montevideo 2008 : Cinquième de la compétition. - México 2009 : Troisième de la compétition. - Aguascalientes 2010 : Troisième de la compétition. | 4 participations. - Tinaquillo 2004 : Troisième de la compétition. - Mar del Plata 2005 : Quatrième de la compétition. - México 2009 : Vainqueur de la compétition. - Aguascalientes 2010 : Vainqueur de la compétition. |

| 1 participation. - México 2009 : Second de la compétition. | 3 participations. - Mar del Plata 2005 : Cinquième de la compétition. - México 2009 : Vainqueur de la compétition. - Aguascalientes 2010 : Troisième de la compétition. |

### Championnats de Colombie
- Cali 2008
  -  Médaillé d'or du keirin des XVIII Juegos Deportivos Nacionales[52].
  -  Médaillé de bronze de la vitesse par équipes (avec Diego Gutiérrez et Manuel Tunjano) des XVIII Juegos Deportivos Nacionales[53].
- Barranquilla 2009
  -  Médaillé d'or du kilomètre[54].
  -  Médaillé d'or de la vitesse individuelle[55].
  -  Médaillé d'or de la vitesse par équipes (avec Diego Gutiérrez et Manuel Tunjano)[56].
- Medellín 2010
  -  Médaillé de bronze du kilomètre[57].
  -  Médaillé de bronze du keirin[58].
  -  Médaillé de bronze de la vitesse individuelle[59].
  -  Médaillé de bronze de la vitesse par équipes (avec Diego Gutiérrez et Manuel Tunjano)[60].
- Bogota 2011
  -  Médaillé d'argent de la vitesse par équipes (avec Manuel Tunjano et Diego Gutiérrez)[61].
- Cali 2012
  -  Médaillé d'or de la vitesse individuelle des XIX Juegos Deportivos Nacionales[62].
  -  Médaillé d'argent du keirin des XIX Juegos Deportivos Nacionales[63].
  -  Médaillé d'argent de la vitesse par équipes des XIX Juegos Deportivos Nacionales (avec Julián Suárez et Diego Gutiérrez)[64].
- Medellín 2013
  -  Médaillé d'argent de la vitesse par équipes (avec Julián Suárez et Diego Peña)[65].
- Medellín 2014
  -  Médaillé d'or de la vitesse par équipes (avec Diego Peña et Julián Suárez)[66].